# جيش الثورة
جيش الثورة هو تحالف للمتمردين السوريين تابع للجبهة الجنوبية للجيش السوري الحر. وتألف من 5 من فصائل الجيش السوري الحر التي عملت بصورة رئيسية في محافظة درعا في جنوب غربي سوريا. وذكر أحد قادتها أن المجموعة «غرفة عمليات مؤقتة» بسبب الفصل بين غرب وشرق درعا، وأن «الباب مفتوح» للجماعات الأخرى للانضمام إلى التحالف.

## المجموعات الأعضاء
- جيش اليرموك
  - جبهة الشام الموحدة
- جيش المعتز بالله
  - لواء الشهيد وليد القيسي
- لواء المهاجرين والأنصار
- لواء الحسن بن علي
- فرقة فجر الإسلام
- قوات أحرار نوى[9][10]
  - لواء أحرار نوى
  - لواء بني أمية
  - لواء الفاروق
  - لواء عمر المختار
  - سرايا الجنوب
  - لواء غزة حوران
  - لواء النصر المبين
  - لواء محمد الفاتح
  - لواء جند الإسلام
  - لواء الشهيد أحمد العوض
  - لواء عمر بن الخطاب
  - لواء أسود الجنوب
  - الكتيبة التقنية